# 継承盃
『継承盃』（けいしょうさかずき）は、1992年東映京都撮影所製作、東映配給の日本映画。カラー、ビスタサイズ、映倫番号：113774(本編)/113774-T(予告編)。

## 概要
「やくざ映画にしてやくざ映画にあらず、抱腹絶倒の人間喜劇」をテーマに、時代錯誤も甚だしい古色蒼然たる代目承継式に右往左往する暴力団の滑稽さを描いたコメディ映画。

## キャスト
- 吉成正一：真田広之
- 門田恵：古手川祐子
- 門田大作：緒形拳
- 花村利光：梅宮辰夫
- 堂場英吉：芦田伸介
- 仙藤忠[7]：隆大介
- 繁田強三：川谷拓三
- 平瀬幹夫：湯江健幸
- 雁金厳：内田朝雄
- 谷地森金次：品川隆二
- 正一の父：名古屋章
- 鹿内孝
- 大竹まこと
- 上田耕一
- 富永：黒部進
- 羽野晶紀
- 千原しのぶ
- 阿知波悟美
- 若山騎一郎[1][2][5]

## スタッフ
- 監督：大森一樹
- 企画：佐藤雅夫
- プロデューサー：奈村協・厨子稔雄・天野和人
- 脚本：松田寛夫
- 原作：森田雅
- 撮影：仙元誠三
- 美術：佐野義和
- 照明：渡辺三雄
- 音楽：加藤和彦
- 主題歌：吉田拓郎「夕映え」
- 録音：伊藤宏一
- 編集：荒木健夫
- 助監督：比嘉一郎
- 擬斗：上野隆三
- スチール：中山健司
- 企画協力：藤映像コーポレーション
- 製作：東映京都撮影所
- 配給：東映[1][2][5]

## 製作
企画は当時の東映京都撮影所（以下、東映京都）所長・佐藤雅夫。1992年新年初の通信会見で、高岩淡東映専務より、東映1992年下半期秋以降の企画等の発表があった。「昨年秋から"落ち込み"が激しく、何とか巻き返しを図ろうと秋以降の企画を練っている。現時点で決定しているのは、東映東京撮影所（以下、東映東京）が『天国の大罪』、主演の吉永さんの都合で6月から撮影開始。ほかに岡田裕介東映東京所長がフジテレビと共同製作を進めており、『病院へ行こう2』『新宿鮫』の2本が折衝中。また京都撮影所は2月4日から『寒椿』がイン、緒形拳、仲代達矢に代えて西田敏行を起用、全体的にキャストを若返らせている。そのほか佐藤雅夫京都所長が製作、俊藤浩滋サンがエグゼクティブプロデューサーをつとめる『継承盃』、これは『社葬』のやくざ版。高田宏治が執筆中の『極道の妻たち PART II』（『極道の妻たちII』（岩下志麻主演と告知されていたが十朱幸代に変更）、俊藤プロデューサーの『首領たちのサミット』（大津一瑯脚本）は（1992年）3月施行の暴力団新法に対決するやくざの実態。同じく俊藤プロデューサーで同グループ（藤映像コーポレーション）が製作する『残侠』で戦後のやくざ抗争を描きます。他にも外部から動員大作の持ち込みがあり、早目に企画をコンクリートしたい」などと述べた。主たる映画データベースに俊藤の名前は無いため、本作の製作からは外れたものと見られる。
東映京都は、1950年代の時代劇～1960年代の任侠映画～1970年代の実録映画と上手く切り換えがなされ、それぞれ黄金時代を創り上げ、1980年代は"不良性感度"の素材をいろんな形で創出し、年々厳しくなる映画興行凋落のパンチをなんとか凌いで来た。しかしヤクザ映画もかつてのパワーはなく、時たま製作する時代劇もジリ貧で、東映京都としては長い間の課題である現代劇で活路を開くべく、度々トライを続け、1989年の『社葬』で未来への展望が拓けたと判断された。翌1990年の『遺産相続』は配収5億円に届かず、『社葬』に比べ、約1億円配収を減らしたが、アウトロー路線以外の開拓は容易にできる道でないため、それらに続く人間喜劇（シリアスコメディ）路線として本作の製作を決めた。また、『お葬式』『マルサの女』『ミンボーの女』などの伊丹十三監督による社会喜劇からの刺戟を受けた。伊丹作品より多少重目で、情念芝居たっぷりに仕込んだシリアスコメディとして差別化を図りたいというコンセプトが打ち出された。「今までのヤクザ映画はまちがっていました」と言って、深作欣二が怒鳴り込んだといわれる。

### 監督・脚本
1992年3月の暴力団対策新法施行で様変わりした新路線として、雰囲気をガラリと明るく変え、監督には青春映画の達人・大森一樹が抜擢された。脚本は東映の勝負作を任されるようになった松田寛夫のオリジナル。儀式の裏側で起きるヤクザのてんやわんやに上手く着目した。設定も公開当時を舞台としている。

### キャスティング
真田広之、古手川祐子、緒形拳、大森一樹、吉田拓郎（主題歌）と、ヤクザ映画になんのゆかりもない人達が東映京都撮影所に集合"と宣伝された。真田広之、緒形拳とも東映の常連スターだが、現代ヤクザを演じるのは初めて。緒形は五社英雄監督作品で二度やくざに近い女衒の役を演じているが、東宝の古手川祐子は勿論、監督の大森も含めて四人はやくざ映画初体験である。緒形は1980年代以降、多くの東映映画に出演したが、本作が最後の東映映画出演となった。ほかにも異色のキャスティングが組まれた。

### 撮影
真田広之は証券会社から脱サラしてヤクザになったばかりで広島出身の設定。劇中自身で簡単な生い立ちが語られ、父役の名古屋章が上京して来てもみじ饅頭を土産に渡したり、電話でも両親との会話ほか、全編広島弁を話し、窮地に追い込まれると広島弁で捲し立て相手をビビらせる。緒形拳は常州梅ヶ崎一家十一代目総長・門田大作役で緒形も全編茨城弁を話す。美しい極妻・門田恵（古手川祐子）は東京出身設定で茨城弁は話さない。継承式が行われる関東堂場一家は東京の設定のため、他の登場人物は東京弁。

### ロケ地
継承式が行われる関東堂場一家は東京の設定だが、はっきり場所が分かる描写は劇中にない。継承式に出席する全国の組長を迎えに行くために八重洲口が映ったり、東京ドーム25ゲート前でダフ屋行為をするシーン等がある。主舞台となる継承式が行われる東京ロイヤルパレスホテルとして表示されるホテルはキャピトル東急ホテルと見られる。吉成正一（真田広之）と繁田強三（川谷拓三）が媒酌人の控え役を頼みに茨城県の門田親分（緒形拳）を訪ねるシーンで、真田が馬を駆って気動車を追いかけ、駅で乗り込むが、このシーンは茨城ではなく兵庫県の北条鉄道北条線沿線で、気動車は北条鉄道フラワ1985形気動車。乗り込む駅は長駅と見られる。このため茨城ロケがあったかは分からない。他に鳥取県の三朝温泉。

## 作品の評価

### 興行成績
こうした人間喜劇は、前宣伝で観客に面白さを伝えることが難しく、過去の『蒲田行進曲』や『お葬式』なども封切り当初は観客動員のパワーは弱かったが、口コミで映画の面白さが伝わり尻上がりにパワーを増幅させた高配収を上げた。しかし映画を取り巻く状況が1980年代とは大きく変わり、配収予想は難しかった。
この年5月公開の東映自社製作『寒椿』と合わせ、作品の出来はよいと評価されたが、『寒椿』配収2億5000万円。本作は35日間の興行で、2億円に届かず、1992年の大手映画会社の封切劇映画では最低クラスの成績だった。

### 批評家評
野沢尚は「最後に見せられた儀式があの程度のことでは、演出家の力量以前の、企画のミスだと思う。若い観客はタイトルの漢字三文字を読めなかったそうだ」などと評している。
キネマ旬報からは「ヤクザ映画はおちゃらけたらダメ」と評され、東映は1993年もヤクザ映画を一杯ラインナップに並べていたため先行き不安視された。